# 花札渡世
『花札渡世』（はなふだとせい）は、1967年に公開された日本映画。梅宮辰夫主演・成澤昌茂監督。東映東京撮影所製作・東映配給。白黒映画。
1966年5月の『遊侠三代』から、1970年1月の『血染の代紋』まで、単発的に数本製作された梅宮辰夫主演による任侠映画の一作。
梅宮が「不良番長シリーズ」や「仁義なき戦いシリーズ」等を差し置いて、自身、最も好きな映画として挙げている。
花札賭博に命を賭ける任侠の世界を舞台に、さまざまな人間情熱の姿を通して人の世のカラクリを抉りだし、人間諸相の愛憎葛藤を描く。

## キャスト
- 北川竜一：梅宮辰夫
- 伊藤梅子：鰐淵晴子
- 素めくらの石：伴淳三郎
- 春日井達造：遠藤辰雄
- 春日井久江：小林千登勢
- 岩井あや：沢村貞子
- 村上又吉：六本木真
- 高安正夫：北川恵一
- 越昇：佐藤汎彦
- 木村五六：安部徹
- 小松亀太郎：植田灯孝
- 渡辺多一：須賀良
- 坂口鶴代：城野ゆき
- 秋葉兵助：西村晃
- 菅谷貞太朗：田川恒夫
- 甘酒屋の老姿：浦辺粂子
- ぐれん隊の若者A：日尾孝司

## スタッフ
- 監督：成澤昌茂
- 脚本：成澤昌茂
- 企画：園田実彦・矢部恒
- 撮影：飯村雅彦
- 美術：森幹男
- 音楽：渡辺岳夫
- 録音：小松忠之
- 照明：桑名史郎
- 編集：祖田富美夫

## 製作
岡田茂が1964年2月に東映京都撮影所（以下、東映京都）所長に就任以降、東映は東西の両撮影所とも、仁侠映画を主体とする映画製作に切り換え、俊藤浩滋を統括プロデューサーに任命し拡大した。
特に1965年4月公開の『冷飯とおさんとちゃん』が大コケすると、文芸路線は廃止され、完全に鶴田浩二・高倉健を二枚看板とする任侠路線に入れ替わった。しかしあまりに二人が出過ぎで、1965年から1966年にかけては、二人で東映の製作本数の半分近くを占めるようになった。鶴田は1965年の一年間で14本に出演した。これは大手映画会社の主演数としてはトップで、当時の映画は基本二本立てが二週間づつの興行だったから、14本だと東映の映画館に行けば必ず鶴田が出るという月があったということになる。岡田はいつまでも鶴田・高倉では早晩お客も飽きるだろう危惧し、鶴田・高倉に次ぐ、任侠スター3人目の男として任侠路線に加えたのが梅宮辰夫だった。外部から招聘したのが北島三郎、村田英雄。梅宮は東映東京撮影所で「夜の青春シリーズ」等の"東京夜の風俗路線"で東映の主演スターになり、既にA面と併映されるB面のエース格ではあったが、東映の生え抜きスターでもあり、A面でも主役を張って欲しいと考えた。

### タイトル
最初のタイトルはそのものズバリの『花札賭博』だったが、映倫からクレームが来て、『花札渡世』に変更させられた。花札が乱れ飛び、"梅にウグイス"の花札が出て画面が春になるオープニング。

### キャスティング
1965年4月公開の『ウナ・セラ・ディ東京』出演後、松竹を退社した撮影当時21歳の鰐淵晴子が東映映画に初出演。松竹時代の鰐淵は、"永遠の処女・原節子の二代目"などと称され、純情可憐の代名詞だったため、東映のヤクザ映画出演は注目を浴びた。今日いうステージママだった母親のベルダから、20歳になって秋から解放されるや、その反動から、銀座のバーにボーイフレンド同伴で現れたりするようになった。本作の役柄は伴淳三郎扮するイカサマ賭博師を助ける謎の女の役で、眉を剃り落とし、半円形にまゆずみで描く昭和初期の化粧や、声を低くしたセリフ回しなど、梅宮とのベッドシーンもあり苦心の汚れ役に挑んだ。ベッドシーンの感想を聞かれた梅宮は「演技とはいえ、手足の絡み方、息づかい、その表情とか、あまりに上手いんで驚きましたなァ」と、東映きってのプレイボーイを唸らせた。さらにベッドシーンの合間に洋モクをおいしそうにプカプカ吸い、「私ももう大人よ」などと話し、スタッフに「ねえ、どこか面白いところない？連れてって」などとおねだりし周囲を驚かせた。東映東京のヤクザ映画といえば、何といっても女学生役専門だった佐久間良子が初の汚れ役『人生劇場 飛車角』で娼婦を演じ、演技開眼したことで有名だったが、ストイックさがほとんどない鰐淵が同じように脱皮出来るのかが映画関係者の間で注目を浴びた。それまでキスシーンさえお断りと頑強に可憐さを売物にしてきた鰐淵をここまで思い切らせたのは、母親のベルダが「いつまでも"晴子ちゃん"イメージでは、苛酷なヒロインレースを乗り切れないと覚悟したから」と言われた。本作の後、大映『眠狂四郎無頼控 魔性の肌』でも市川雷蔵と濡れ場を演じたが、美貌がかえって禍いし、花を咲かすことが出来ぬまま、1968年、服部時計店の御曹司・服部歊(のぼる)と結婚し、芸能界を引退した。
梅宮は遺著の中で、一番思い出深い作品として本作を挙げているが、その理由として鰐淵との共演をその理由として挙げ、「この俺をときめかせた数少ない女優」などと話していた。梅宮はグラマーな女性が好みだったから、鰐淵は当時の女優では大柄でプロポーション抜群で正に梅宮好み。しかし鰐淵はステージママが娘にベッタリ付き、過度に介入して来て手が出せなかったと話しているが、製作当時の文献には先述のように、鰐淵はステージママから解放され、自由を満喫していたと書かれている。　

## 撮影
撮影は東映東京で1967年2月に行われた。梅宮は本作『花札渡世』と『決着』（おとしまえ、梅宮主演・石井輝男監督）を掛け持ち。東映東京では同時期に『組織暴力』（丹波哲郎主演・佐藤純彌監督）、『続 浪曲子守唄』（千葉真一主演・鷹森立一監督）と4本のヤクザ映画が撮影された。当時は、撮影所内の見学が比較的容易に行われていたが、所内は強面の刺青をしたヤクザがいっぱい。見学の善男善女は「とても見学するような雰囲気ではありません」と憧れの俳優を見るどころか逃げ出す始末。対抗するヤクザ映画の本尊・東映京都でも『男の勝負 仁王の刺青』（村田英雄・北島三郎主演・鈴木則文監督）、『懲役十八年』（安藤昇主演・加藤泰監督）が撮影中で、東西揃ってヤクザがいっぱいだった。

## キャッチコピー
"女の指を落とそうか 爺の腕を曲げようか"
首一つ賭けて坐った鉄火場で
仁義無作法いかさま花札

## フィルム状況
永らく上映プリントは無かったとされ、2018年『キネマ旬報』の連載「成澤昌茂、生涯を語る　映画と芝居のはなし」に呼応する形で、東京渋谷シネマヴェーラの尽力により、プリントの修正がなされ、数十年ぶりに劇場公開された。シネマヴェーラは、「画面構成にアートとノワールの香り漂う成澤昌茂監督＆梅宮辰夫の最高傑作」等と評している。

## 同時上映
『男の勝負 仁王の刺青』
- 出演 - 村田英雄・北島三郎 / 監督 - 鈴木則文 / 脚本 - 村尾昭・高田宏治